# Dschallabija

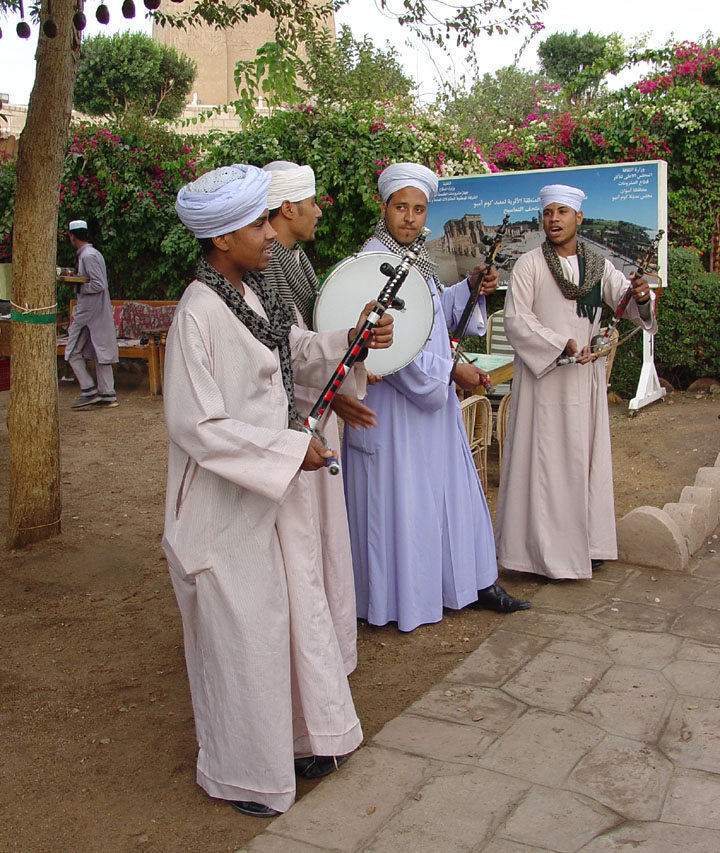
Oberägyptische Musiker mit Dschallabijas. Drei spielen die Spießgeige rababa, einer die Rahmentrommel riq.

Die Dschallabija (جلابية, DMG ǧallābīya) oder Jalabiya, ägyptisch meist Gallabija ausgesprochen, ist ein traditionelles Gewand im Nahen Osten, besonders in Ägypten und dem Sudan, das heute hauptsächlich noch in den ländlichen Gegenden westlich des Nils getragen wird. Die Galabija ist ein langes, hemdartiges Gewand mit weiten Ärmeln und sehr weitem Rockteil, hat einen Brustschlitz und traditionell keinen Kragen. 
Darunter werden heute oft Unterhemd und Boxershorts getragen, was jedoch eine relativ neue Entwicklung ist, denn früher trug man keine Unterwäsche. Im Winter werden oft mehrere Dschallabijen aus wärmerem Stoff übereinander angezogen oder ein Pullover darunter getragen.
Die in Arabien getragenen Gewänder, die Dishdasha und die Thawb (Thobe) sind deutlich enger geschnitten, wobei in den Emiraten und dem Oman die noch A-förmig ausgestellte Dishdasha üblich ist, während in Saudi-Arabien zumeist die gerade geschnittene Thobe getragen wird.
Djellaba heißt das in Marokko von Männern und Frauen getragene Kleidungsstück, das im Unterschied zur Dschallabija mit einer langen spitzen Kapuze versehen ist. Es unterscheidet sich von der ägyptischen Dschallabija außerdem durch den recht engen, geraden Schnitt, der auch Gehschlitze am Saum erforderlich macht.
Es wird davon ausgegangen, dass diese nahöstlichen Gewandformen allesamt von der antiken römischen Tunika herrühren, da aus vorrömischer Zeit zumeist deutlich andere Kleidung überliefert ist.